# Fatjon Celani
Fatjon Celani (* 14. Januar 1992 in München) ist ein deutsch-albanischer Fußballspieler.

## Karriere
Fatjon Celani spielte in der Jugend für den SC Fürstenfeldbruck. In seinem letzten Jahr erzielte er dort in der B-Jugend in 18 Spielen 20 Tore. Danach wechselte er 2009 in die A-Jugend des SV Wacker Burghausen, wo er bereits nach einem Jahr
auch mehrmals in der U-23 eingesetzt wurde. In der Saison 2011/12 gehörte der Mittelstürmer dann fest zur Nachwuchsmannschaft. Nachdem er in der Landesliga Süd in den ersten sieben Partien sieben Tore erzielt hatte, rückte er auch in den Kreis der ersten Mannschaft auf. Am 10. September 2011 wurde er in der 3. Liga beim Auswärtsspiel beim SV Darmstadt 98 in den Schlussminuten erstmals eingewechselt. Im Sommer 2012 wechselte Celani zum FC Augsburg, für dessen zweite Mannschaft er in der Regionalliga Bayern ein Jahr lang spielte. Nach Stationen beim FC Unterföhring und dem VfR Mannheim spielte Celani seit August 2015 für den Oberligisten TuS Koblenz. Nach dem erfolgreichen Aufstieg in die Regionalliga verließ Celani die TuS wieder und schloss sich der TSG Neustrelitz an. Ein Jahr später folgte sein Wechsel in die Regionalliga Südwest zum TSV Steinbach. Dort gewann er am 21. Mai 2018 den Hessenpokal durch einen 2:0-Erfolg über Hessen Kassel. Im Sommer 2018 wechselte er weiter in die Regionalliga Bayern zum FC Memmingen. Zur Saison 2021/22 wurde er dann vom luxemburgischen Erstligisten Etzella Ettelbrück verpflichtet. Nach einem Jahr mit 10 Toren in 28 Ligapartien verließ der Stürmer den Verein wieder und war bis zum 3. November 2022 vereinslos, ehe er einen Vertrag beim ASU Politehnica Timișoara in der rumänischen Zweiten Liga unterschrieb. Doch schon nach zwei Monaten und drei Ligaspielen verließ Celani den Klub wieder und ging bis Saisonende zum Erstligisten KF Malisheva in den Kosovo. Vom Sommer 2023 bis Februar 2024 war er für den indonesischen Zweitligisten Perserang Serang aktiv und nach halbjähriger Vereinslosigkeit steht er seit dem 19. August 2024 beim TSV Buchbach in der Regionalliga Bayern unter Vertrag. Im Januar 2025 schloss er sich Ligakonkurrent Türkgücü München an.

## Erfolge
TSV Steinbach Haiger
- Hessenpokalsieger: 2018